# Matthias Ilgen

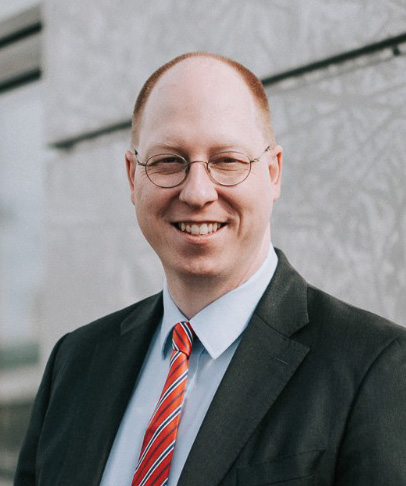
Matthias Ilgen (2022)

Matthias Ilgen (* 6. Dezember 1983 in Husum) ist ehemaliger Wrestler, deutscher Politiker der SPD und Lobbyist. Er wurde bei der Bundestagswahl 2013 über die Landesliste Schleswig-Holstein in den 18. Deutschen Bundestag gewählt und gehörte diesem bis 2017 an.

## Leben

### Beruf und politische Karriere
Nach seinem Abitur 2003 studierte Ilgen von 2003 bis 2010 Erziehungs-, Geschichts- und Sozialwissenschaften auf Lehramt an der Universität Hamburg, entschied sich aber anschließend für eine Karriere in der freien Wirtschaft und arbeitete insbesondere im Bereich der erneuerbaren Energie.
Politisch engagierte er sich seit 1998, zunächst bei den Jusos und seit 2004 bei der Hamburger SPD. Von 2008 bis 2013 war er Stadtverordneter in seinem Heimatort Husum und war auch Vorsitzender des dortigen Ortsverbands. Darüber hinaus war Matthias Ilgen 2013 Kreistagsabgeordneter in Nordfriesland und kandidierte bei der Bundestagswahl als Direktkandidat im Bundestagswahlkreis Nordfriesland – Dithmarschen Nord. Über die Landesliste Schleswig-Holstein wurde er in den Deutschen Bundestag gewählt. Dort wollte er nach eigenen Angaben die Energiewende in Schleswig-Holstein vorantreiben. Während seiner Zeit im Bundestag war Ilgen ordentliches Mitglied im Ausschuss für Wirtschaft und Energie und ab 2015 (als Nachfolger für den aus dem Bundestag ausgeschiedenen Hans-Peter Bartels) im Ausschuss für Verteidigung.
Bei der Bundestagswahl 2017 verpasste er den Wiedereinzug ins Parlament. Weder erreichte er erneut ein Mandat über die Landesliste noch konnte er sich als Direktkandidat gegen Astrid Damerow durchsetzen. Im Oktober 2017 wurde bekannt, dass er sich aus der aktiven Politik zurückziehen wird. Nach dem Ausscheiden aus dem Parlament wurde er Lobbyist und gründete die Politikberatungsfirma ALP – Advanced Level Politics GmbH mit.

### Wrestler
Matthias Ilgen wurde von Karsten Kretschmer trainiert und trat unter dem Ringnamen Matthias Rüdiger Freiherr von Ilgen (bzw. kurz „der Freiherr“) seit 2006 als Freelancer in diversen europäischen Wrestling-Promotionen an. Dabei war er sowohl als Manager als auch als Wrestler aktiv. Er trat stets als Heel an, also als Bösewicht. Seit dem Wahlkampf 2013 pausiert er als Wrestler.